# Procambarus morrisi
Procambarus morrisi (the "Putnam County cave crayfish") là một loài tôm sông trong họ Cambaridae. Nó là loài duy nhất được tìm thấy ở the type locality, at the Devil's Sink, phía tây of Interlachen, Putnam County, Florida, và được xếp vào danh sách loài cực kỳ nguy cấp trong sách Đỏ.